# Luis Díaz
Luis Augusto Díaz Mayorca (Caracas, 20 agosto 1983) è un pallavolista venezuelano.
Gioca nel ruolo di schiacciatore nel Narbonne Volley.

## Carriera
La carriera professionistica di Luis Díaz inizia nella stagione 2002-03 tra le file dell'Esporte Clube União Suzano, squadra della Superliga brasiliana. Dopo una stagione di inattività, dal 2004-05 al 2005-06 gioca nel Club Voleibol Pòrtol, squadra della Superliga spagnola con cui si aggiudica uno scudetto, due Coppe del Re ed una Supercoppa spagnola. Nel 2005 vince con la nazionale venezuelana la medaglia d'oro ai XV Giochi bolivariani.
Nella stagione 2006-07 approda nella Serie A1 italiana nelle file della Callipo Sport di Vibo Valentia; dopo la retrocessione del club calabrese viene ingaggiato dal Sempre Volley di Padova per la stagione successiva. Nel 2007 con la nazionale si classifica al terzo posto al campionato sudamericano, mentre un anno dopo si classifica al terzo posto nella Coppa America e partecipa ai Giochi Olimpici di Pechino, classificandosi al nono posto. Nella stagione 2008-2009 fa ritorno alla Callipo Sport, ma la stagione successiva passa alla Pallavolo Modena, dove gioca anche nell'annata seguente. Nel 2009 si classifica al terzo posto al campionato sudamericano, venendo premiato come miglior muro del torneo, mentre un anno dopo vince la medaglia d'argento ai XXI Giochi centramericani e caraibici. Nella stagione 2011-2012 fa nuovamente ritorno alla Callipo Sport. La stagione successiva gioca nello Halkbank Spor Kulübü, squadra della Voleybol 1. Ligi turca con la quale si aggiudica la Coppa CEV.
Nella stagione 2013-14 fa ritorno in Brasile per vestire la maglia dell'Associação Social e Esportiva Sada, vincendo nell'ordine: il campionato statale, la Coppa del Mondo per club, la Coppa del Brasile, campionato sudamericano per club e lo scudetto. Nella stagione seguente gioca nella Ligue A francese col Narbonne Volley.

## Palmarès

### Club
- Campionato spagnolo: 1

2005-06
- Campionato brasiliano: 1

2013-14
- Campionato Mineiro: 1

```
:
2013
```

- Coppa del Brasile: 1

2014
- Coppa del Re: 2

2004-05, 2005-06
- Supercoppa spagnola: 1

2005
- Campionato mondiale per club: 1

2013
- Campionato sudamericano per club: 1

2014
- Coppa CEV: 1

2012-13

### Nazionale (competizioni minori)
- Giochi panamericani 2003
- Giochi bolivariani 2005
- Coppa America 2008
- Giochi centramericani e caraibici 2010

### Premi individuali
- 2009 - Campionato sudamericano: Miglior muro